# John Lennon
John Winston Ono Lennon, MBE, rodným jménem John Winston Lennon (9. října 1940 Liverpool – 8. prosince 1980 New York), byl anglický zpěvák, hudební skladatel a mírový aktivista, který se celosvětově proslavil jako zakladatel a kytarista hudební skupiny The Beatles. Skladatelská dvojice Lennon/McCartney zůstává nejúspěšnější v hudební historii. V roce 1969 s druhou manželkou Yoko Ono založil skupinu Plastic Ono Band. Poté, co se Beatles v roce 1970 rozpadli, pokračoval jako sólový umělec a jako spolupracovník Yoko Ono. Prosadil se také jako malíř, herec, spisovatel. Významným způsobem ovlivnil vývoj rockové hudby 20. století.
Narodil se v Liverpoolu a jako teenager zažil rozmach skiffle. V roce 1956 založil svou první kapelu Quarrymen, která se v roce 1960 vyvinula v Beatles. Zpočátku byl de facto lídrem skupiny, role postupně převzal McCartney. Lennon byl charakterizován vzpurnou povahou a tvrdým vtipem v jeho hudbě, psaní, kresbách, filmu a rozhovorech. V polovině 60. let mu vyšly dvě knihy: In His Own Write a Spaniard in the Works, obě jsou sbírky nesmyslných spisů a perokreseb. Během pozdních šedesátých let se zvýšila jeho otevřenost k politickým záležitostem a kritizoval zapojení Británie do nigerijské občanské války a její podporu USA ve válce ve Vietnamu. Počínaje písní „All You Need Is Love“ z roku 1967 začaly být jeho písně přijímány jako hymny protiválečného hnutí a větší kontrakultury.
V letech 1968 až 1972 Lennon s Yoko Ono vydal několik desek, včetně trilogie avantgardních alb, jeho první sólové LP John Lennon/Plastic Ono Band a celosvětových top 10 singlů „Give Peace a Chance“, „Instant Karma!“, „Imagine“ a „Happy Xmas (War Is Over)“. V roce 1969 uspořádal dvoutýdenní protiválečnou demonstraci Bed-In. Po přestěhování do New Yorku v roce 1971 byl podroben tříletému pokusu Nixonovy administrativy o deportaci. V roce 1975 se Lennon odpojil od hudebního průmyslu, aby se věnoval synovi Seanovi, a v roce 1980 se s Yoko Ono vrátil a pracoval na albu Double Fantasy. Tři týdny po vydání alba ho před jeho domem na Manhattanu zastřelil fanoušek skupiny Beatles Mark David Chapman.
Jako umělec, spisovatel nebo spoluautor měl Lennon v žebříčku Billboard Hot 100 25 singlů na první příčce. Double Fantasy, jeho nejprodávanější sólové album, získalo rok po jeho smrti cenu Grammy za album roku. V roce 1982 mu BRIT Awards posmrtně udělili cenu za mimořádný přínos hudbě. V roce 2002 se Lennon v anketě BBC – 100 největších Britů umístil na osmé příčce. Rolling Stone ho zařadil jako pátého největšího zpěváka všech dob a zahrnul ho jako sólového umělce do seznamu 100 největších umělců všech dob. V roce 1987 byl uveden do Songwriters Hall of Fame. Lennon byl dvakrát uveden do Rock and Roll Hall of Fame – v roce 1988 jako člen Beatles a jako sólový umělec v roce 1994.

## Biografie

### Dětství a mládí (1940–1957)

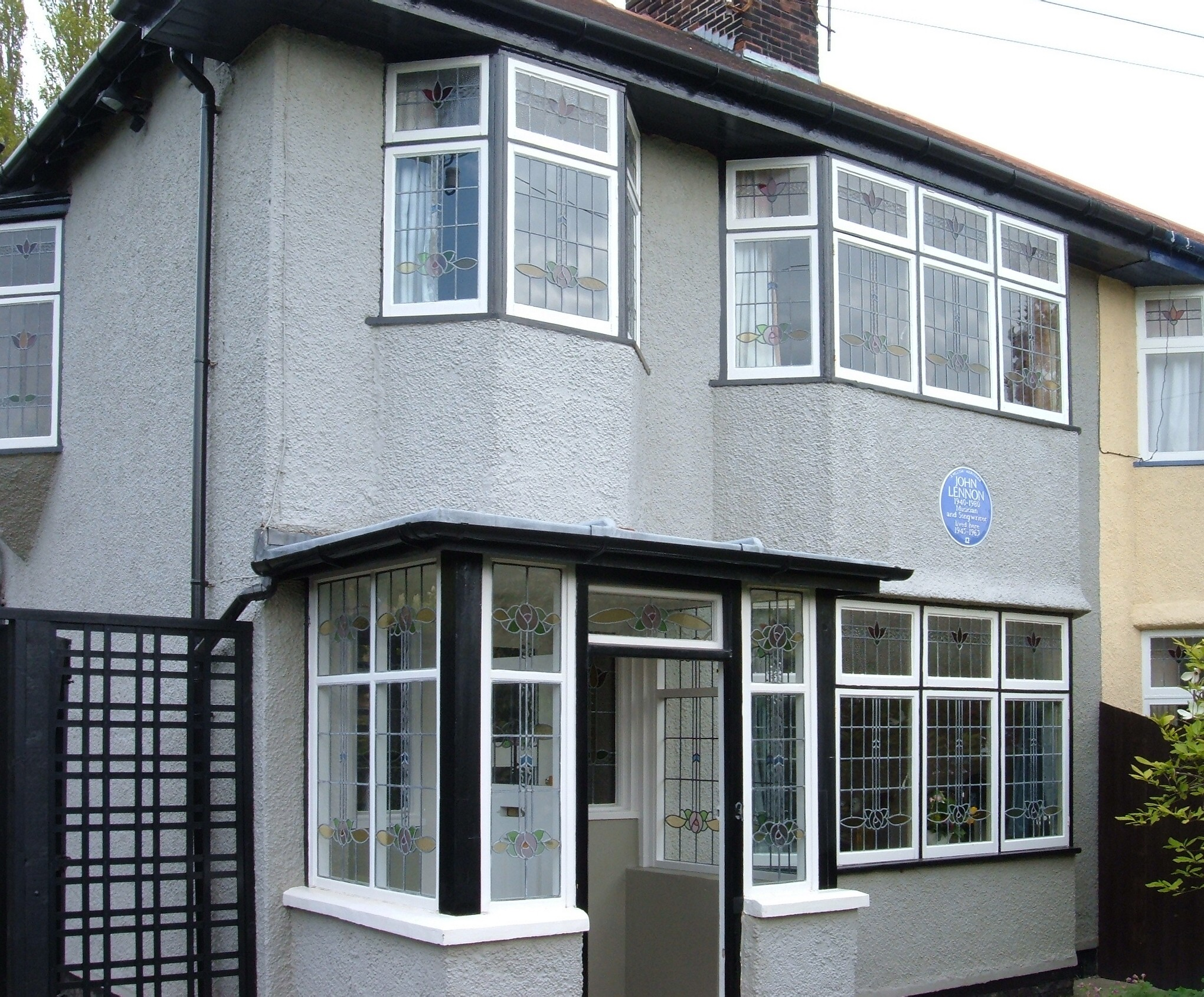
Lennonův dům na 251 Menlove Avenue

John Winston Lennon se narodil v liverpoolské porodnici ve válečném roce 1940. Jeho matkou byla Julia (rozená Stanleyová) a otcem námořník s irskými kořeny Alfred Lennon. John byl pojmenován po otci svého otce a druhé jméno získal po tehdejším britském premiérovi Winstonu Churchillovi. Vyrůstal prakticky bez otce, který matce sice nejdříve posílal část výplaty, ale poté, co roku 1944 zběhl z armády, přerušil s rodinou styky. Po půl roce se Alfred vrátil k rodině, ale Julia již byla těhotná s jiným mužem a manželství se rozpadlo. John byl vychováván u své tety Mimi Smithové. V červenci 1946 Alfred unesl Johna s plánem ujet na Nový Zéland, ale Julia mu tento úmysl znemožnila. Pětiletý John byl postaven před volbu, jestli chce zůstat s otcem či matkou. Nejdříve si vybral otce, ale nakonec zvolil matku. Otce poté znovu uviděl až po dvaceti letech. I přes svou volbu převážnou část dětství strávil u svého strýce a tety ve Wooltonu, předměstí Liverpoolu. Jeho strýc George zemřel v roce 1955, poté John žil jen s tetou.
Byl vychován jako anglikán. V dětství navštěvoval základní školu Dovedale, a poté nastoupil na střední školu Quarry Bank v Liverpoolu. Roku 1956 mu matka zakoupila první kytaru značky Gallotone Champion. Dne 15. července 1958, když bylo Johnovi sedmnáct let, srazilo jeho matku auto a ta svým zraněním podlehla. Následně nezvládl žádnou školní závěrečnou zkoušku a jen díky přičinění své tety byl přijat na uměleckou Liverpool College of Art. Na škole se stal rebelem, oblékal se ve stylu Teddy Boys a dostával se do konfliktů s autoritami. I přes pomoc své spolužačky a budoucí první manželky Cynthie Powellové nezvládl roční závěrečné zkoušky a byl vyloučen.

### Od The Quarrymen k The Beatles (1957–1970)

#### 1956–1966: Vznik, sláva a turné

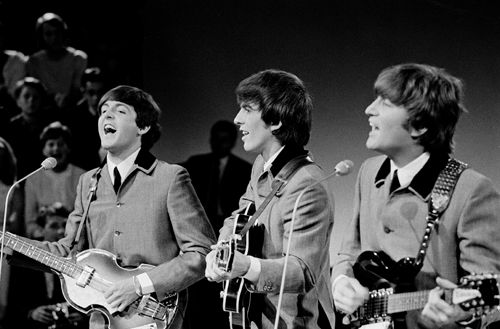
Paul McCartney, George Harrison a Lennon, 1964

Skupina The Beatles vznikla z Lennonovy první skifflové a rock'n'rollové skupiny The Quarrymen, kterou založil v září 1956, ve věku patnácti let, když docházel na školu Quarry Bank. Během druhého vystoupení své skupiny potkal Paula McCartneyho a nabídl mu místo v kapele. Tímto okamžikem vzniklo jedno z nejslavnějších hudebních spojení všech dob – Lennon/McCartney. Svůj první song napsal roku 1957, nesl název „Hello Little Girl“ a byl určen pro skupinu The Fourmost. Píseň se stala hitem. Následně se s přičiněním McCartneyho ke skupině připojil tehdy čtrnáctiletý kytarista George Harrison. Jako dalšího přivedl Lennon basistu Stuarta Sutcliffa. V roce 1959 Lennon přibral bubeníka Petea Besta. Mezi srpnem 1960 a prosincem 1962 skupina získala angažmá v Hamburku v Západním Německu.
V roce 1962 se jejich manažerem stal nováček v oboru Brian Epstein, který měl vliv na jejich tehdejší image i vystupování. Po náročné šňůře v Německu skupinu opustil Sutcliff, jehož roli zastal McCartney a bubeníka Besta nahradil Ringo Starr. Tím se zkompletovala sestava, která vydržela až do rozpadu skupiny v roce 1970. V říjnu 1962 skupina vydala svůj první singl „Love Me Do“, který se v Anglii umístil na 17. příčce. Po úspěchu singlu rychle, během deseti hodin dne 11. února 1963, nahráli své debutové album Please Please Me. Už tehdy své písně vytvářeli jako Lennon/McCartney a skutečné autorství se často zveřejnilo až po rozpadu skupiny. Duo vytvořilo osm písní z alba. Lennon se později přihlásil ke skladbám „Ask Me Why“, „Do You Want to Know a Secret“ a „Please Please Me“, jako k těm, které zcela vytvořil sám. Po vydání alba propukla známá beatlemanie. V listopadu přibylo ještě úspěšnější album With the Beatles, které obsahovalo Lennonovy písně „All I've Got to Do“, „It Won't Be Long“ a „Not a Second Time“.
V únoru 1964 skupina debutovala v USA v televizní estrádě The Ed Sullivan Show. V červnu poté vydali album A Hard Day's Night, které bylo nejdříve vydáno v USA a až po měsíci ve Spojeném království. Lennon napsal tyto písně: „A Hard Day's Night“, „Any Time at All“, „I Should Have Known Better“, „If I Fell“, „I'll Be Back“, „I'll Cry Instead“, „I'm Happy Just to Dance with You“, „Tell Me Why“, „When I Get Home“ a „You Can't Do That“. Albem si definitivně získali i fanoušky v USA. V prosince 1964 vydali své čtvrté album Beatles for Sale. Lennon se přihlásil k písním „I Don't Want to Spoil the Party“, „I'm a Loser“ a „No Reply“. V roce 1965 získali všichni členové Beatles z rukou britské královny Alžběty II. Řád britského impéria (MBE), John Lennon ve věku pětadvaceti let.
Roku 1965 si Lennon uvědomil, že beatlemanie po hudební stránce škodí skupině. Řev a pištění fanynek na koncertech přehlušovaly vystoupení a Lennona takové výstupy nebavily. V srpnu 1965 proto vychází album Help!, na kterém volá Lennon o pomoc. Lennon byl vyčerpán a znechucen z života ve slávě. V této době také naplno propadl drogám. Z jak jinak než znovu úspěšného alba sepsal písně: „Help!“, „It's Only Love“, „Ticket to Ride“, „You're Going to Lose That Girl“ a „You've Got to Hide Your Love Away“. V prosinci 1965 nahráli již šestou desku s názvem Rubber Soul. Deska zaznamenala prozatím největší úspěch, především v USA. Lennon byl autorem písní „Girl“, „Norwegian Wood (This Bird Has Flown)“, „Nowhere Man“, „Run for Your Life“ a „The Word“.
Dne 4. března 1966 při jednom interview pronesl poznámku o tom, že Beatles jsou populárnější než Ježíš Kristus, tím se rozpoutala vlna odporu a rozhlasové stanice v USA bojkotovaly vysílání hudby Beatles, ba dokonce svolávaly davy k pálení desek. Lennon byl donucen se v srpnu 1966 na tiskové konferenci v Chicagu za svůj výrok omluvit. Deprimovaní z opakujících se nezáživných koncertů a vyčerpávajících turné se v srpnu 1966 nezávisle na sobě rozhodli George Harrison a John Lennon opustit skupinu. Lennon své rozhodnutí řekl jen manažerovi a McCartneymu, kteří ho přesvědčili, že není vhodná doba. Harrisona zase uchlácholili příslibem, že již žádné turné nebude. Ve stejné době bylo vydáno jejich další album Revolver. Na znovu velmi úspěšné album Lennon přispěl písněmi „And Your Bird Can Sing“, „Doctor Robert“, „I'm Only Sleeping“, „She Said She Said“ a „Tomorrow Never Knows“.

#### 1966–1970: Studiová činnost, rozpad a sólová práce

John Lennon v roce 1967

Roku 1967 přesvědčil Paul McCartney skupinu, aby nahráli projekt, ze kterého vzešlo album Sgt. Pepper's Lonely Hearts Club Band. Na toto v té době nejúspěšnější album Beatles a celkově třetí nejúspěšnější v jejich kariéře, Lennon napsal písně „A Day in the Life“, „Being for the Benefit of Mr. Kite!“ a „Lucy in the Sky with Diamonds“. Posledně jmenovaná se stala symbolem rock'n'rollového období konce 60. let, možná i proto, že údajně nechtěně, zkratka názvu dává tehdy módní drogu LSD. V srpnu 1967 skupinu zaujal guru Mahariši Maheš Jógi a jeho transcendentální meditace, během jednoho z jeho seminářů, které navštěvovali, se dozvěděli o předávkování jejich manažera Epsteina, které vedlo k jeho smrti. Tato informace skupinu definitivně rozložila. Mahariši ovlivnil skupinu, která pod jeho vlivem vydala album Magical Mystery Tour. Album představilo u skupiny více avantgardní a undergroundový zvuk. Lennon přispěl písněmi „All You Need Is Love“, „I Am the Walrus“ a „Strawberry Fields Forever“. Rozložená skupina nově pod vedením McCartneyho odcestovala do Maharišiho ášramu v Indii, kde zkomponovala většinu písní pro album The Beatles (tzv. Bílé album).
Poté, co došlo k deziluzi z Maharišiho, se skupina vrátila do Anglie. Při návratu se současně naplno začalo rozpadat Lennonovo manželství a postupně se začal sbližovat s avantgardní japonskou umělkyní Yoko Ono. V květnu 1968 se s Yoko stali veřejně partnery. V květnu 1968 také Beatles založili firmu Apple Corps a její divizi Apple Records. McCartney se i nadále snažil udržet skupinu pohromadě, i když postupně všichni ztráceli vůli. Během nahrávání alba The Beatles si Lennon začal vodit do studia Yoko Ono, čímž porušil nepsané pravidlo, že Beatles nahrávají o samotě. Album The Beatles se stalo nejúspěšnějším počinem skupiny, celosvětově se ho prodalo přes 20 milionů kusů. Lennon napsal písně „Glass Onion“, „Good Night“, „Happiness Is a Warm Gun“, „I'm So Tired“, „Revolution 1“, „Revolution 9“, „Sexy Sadie“, „The Continuing Story of Bungalow Bill“, „Yer Blues“ a „Julie“, která byla nepřímo věnována Yoko Ono.
Konec skupiny se kvapně blížil. Lennon se již od roku 1968 začal věnovat své nové skupině Plastic Ono Band, se kterou vystoupil v Torontu a z tohoto koncertu pochází album Live Peace in Toronto 1969. Spolu s Yoko Ono vydal tři experimentální avantgardní alba Unfinished Music No.1: Two Virgins, Unfinished Music No.2: Life with the Lions a Wedding Album. V lednu 1969 proběhlo proslulé poslední vystoupení Beatles na střeše budovy společnosti Apple v Saville Row. V únoru Lennon přivedl Allena Kleina coby nového manažera, kterého přijali Harrison i Starr, i přesto, že McCartney chtěl tuto pozici pro Johna Eastmana, bratra své tehdejší přítelkyně Lindy. Nahrávání skladeb pro alba Abbey Road a Let It Be už bylo pro všechny utrpením a připomínalo spíše kompilační spolupráci čtyř samostatných muzikantů. Lennon v srpnu 1969 oznámil McCartneymu, že odchází, ten ho poprosil, aby to prozatím nezveřejňoval. Lennon poslechl a skutečný rozpad nastal až v dubnu 1970, kdy McCartney oznámil odchod, čehož využil pro propagaci svého nového sólového alba.

### Sólová dráha (1970–1980)

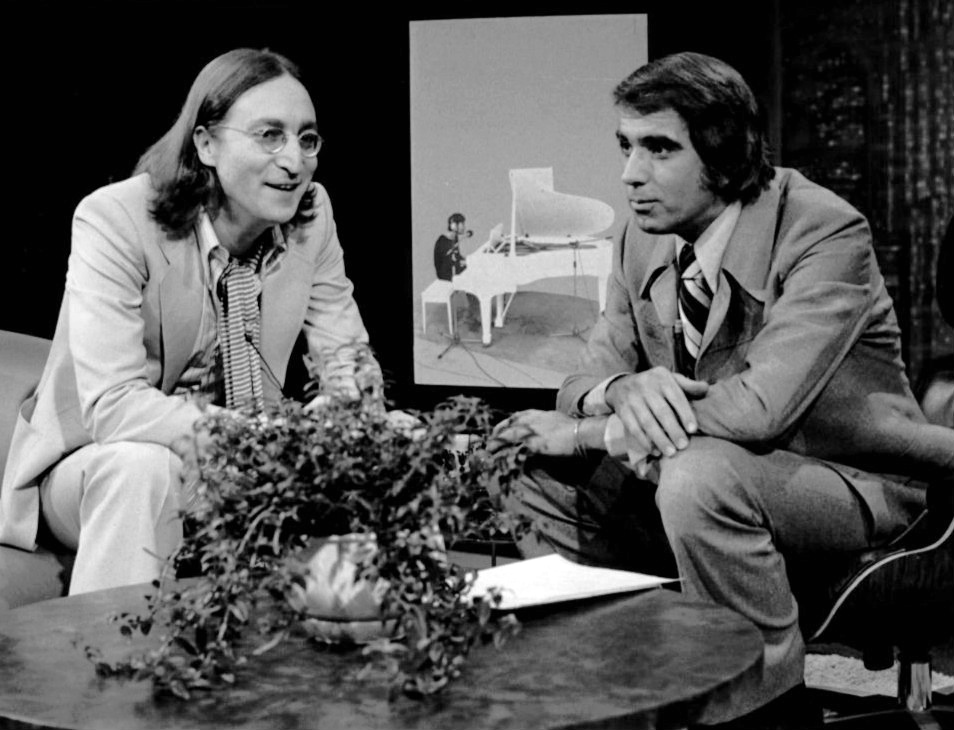
John Lennon a Tom Snyder při interview roku 1975

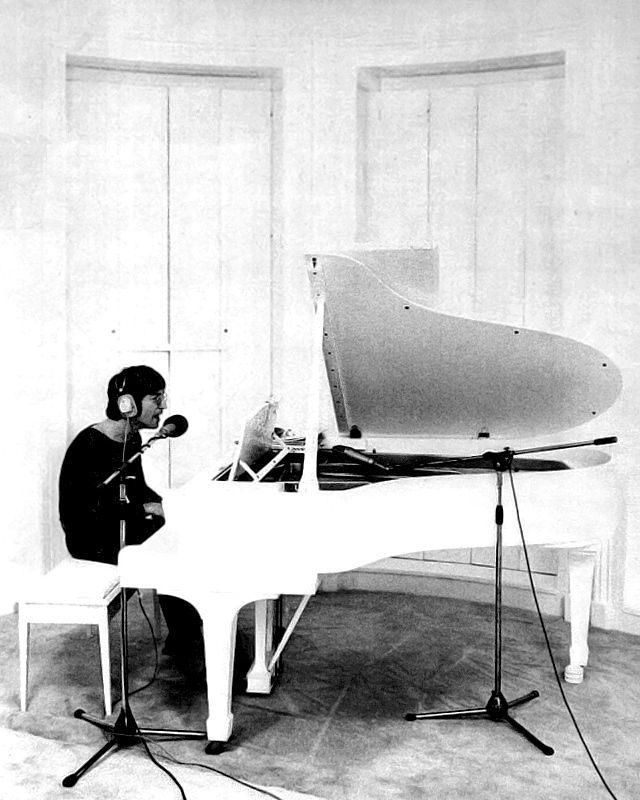
Upoutávka na „Imagine“ z časopisu Billboard, 18. září 1971

Roku 1970 John Lennon a Yoko Ono propadli primární terapii dr. Arthura Janova, ve které se mohl Lennon doslova vykřičet ze svých psychických problémů z dětství. Pod vlivem této terapie nahrál mezi zářím a říjnem 1970 své debutové sólové album John Lennon/Plastic Ono Band, což je slyšet například na singlu „Mother“. Lennon na tomto albu představuje celou svou duši a vše co ho v té době tížilo. V písni „Mother“ se vyrovnává se svým dětstvím, v písni „God“ zpívá o konci Beatles a jejich mýtu, ve skladbě „Working Class Hero“ zase ukazuje svou politickou tvář. Svůj zájem o politiku a především její kritiku předvedl i v singlu „Power to the People“ z března roku 1971. Téhož roku se setkal s Karlem Gottem.
V září 1971 vydal své druhé sólové album Imagine, které bylo více oceněno jak kritiky, tak i posluchači. Z alba pochází proslulá skladba „Imagine“, ve které Lennon nabádá k životu v míru a bratrství, bez majetku, států a náboženství. Od různých lidí si vysloužil kritiku za to, že jako milionář zpívá o komunistických ideálech. Po vydání alba se Lennon se svou manželkou Yoko Ono odstěhoval z Tittenhurst Parku ve Spojeném království a natrvalo se spolu usadili v USA. Tam se Lennon věnoval více avantgardnímu umění, pití a politice než hudbě. I přesto v roce 1972 vydal politické album Some Time in New York City. V roce 1973 album Mind Games, roku 1974 Walls and Bridges a roku 1975 album Rock 'n' Roll. Poté se mu narodil syn Sean a stáhl se z veřejného života. Svůj comeback spustil roku 1980, kdy v listopadu vyšlo jeho album Double Fantasy. Avšak již 8. prosince téhož roku byl postřelen a následně zraněním podlehl. Písně „(Just Like) Starting Over“, „Woman“ a „Watching the Wheels“ poté dosáhly několika vysokých pozic v hitparádách. Po jeho smrti bylo roku 1984 vydáno album Milk and Honey, které tvořily nedodělané písně z roku 1980.

### Smrt

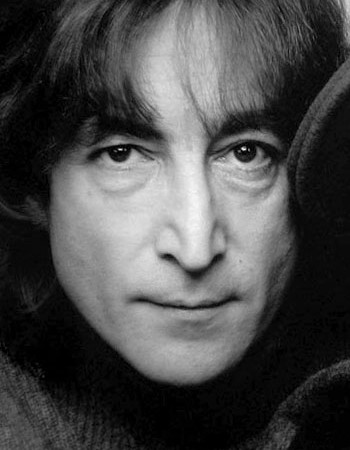
Portrét Johna Lennona (1980)

Dne 8. prosince 1980 se Lennon stal obětí atentátu, když se vracel z nahrávacího studia. Před vchodem do newyorského nájemního domu the Dakota, kde s Yoko Ono a Seanem bydlel, ho těžce postřelil duševně nemocný Mark David Chapman, kterému se při příjezdu do studia několik hodin předtím podepsal na své nové album Double Fantasy. Lennon s Yoko Ono vystoupili asi ve 22 hodin 50 minut z limuzíny, která je přivezla ze studia. Když prošli vstupní bránou domu Dakota, zavolal Chapman zezadu „Pane Lennone!“ Lennon se stihl sotva otočit, když na něj Chapman pětkrát vystřelil. Lennon ještě stačil vyjít několik schodů a poté se zhroutil na zem.
Na místě byli velice záhy dva policisté, kteří se rozhodli vzhledem k vážnému stavu zraněného nečekat na sanitku a odvézt jej do nemocnice policejním autem. Z místa činu do Rooseveltovy nemocnice museli ujet asi jednu míli. Během tohoto převozu Lennon ztratil vědomí. Podle vyjádření doktora Stephena Lynna, který té noci sloužil pohotovost v Rooseveltově nemocnici, byl Lennon mrtvý již v okamžiku, kdy ho do nemocnice přivezli, tj. krátce před 23. hodinou. Přesto učinil pokusy o jeho záchranu, ale všechny byly marné.
Mnohočetné střelné rány samozřejmě způsobily vícečetná zranění včetně roztříštěné levé lopatky a průstřelu plic, fatálním zraněním však bylo přetnutí krční tepny. To bylo příčinou ztráty asi 80 % krve, Lennon zemřel na hemoragický šok.
Kolem 23.15 byla tato zpráva oznámena Yoko Ono. Ta nemocnici opustila zhruba o půl hodiny později.
Krátce před půlnocí doktor Lynn popisoval událost na tiskové konferenci přímo v budově nemocnice. Přibližně v té době se zpráva dostala do vysílání rozhlasových i televizních stanic po celých Spojených státech a odtud prakticky do celého světa. Ve stejnou dobu byl již shromážděný dav lidí před domem Dakota, kde zpívali Lennonovy písně jak z období Beatles, tak jeho sólové kariéry.
Po několik následujících dní většina rozhlasových i televizních stanic zrušila svoje programové schéma a věnovala se téměř výhradně této události. Hudební složku vysílání tvořily převážně nahrávky Beatles a Johna Lennona, některé televizní stanice pak zařadily do vysílání některý z filmů Beatles. Vražda Johna Lennona kromě jiného rozproudila debatu o držení zbraní v USA.
Po jeho smrti se vyrojila spousta teorií o fingované vraždě a Lennonovi, který žije někde v Tichomoří na zapadlém ostrově. Lennonova vdova, Yoko Ono, žije v Dakota House dodnes.

## Politický aktivismus

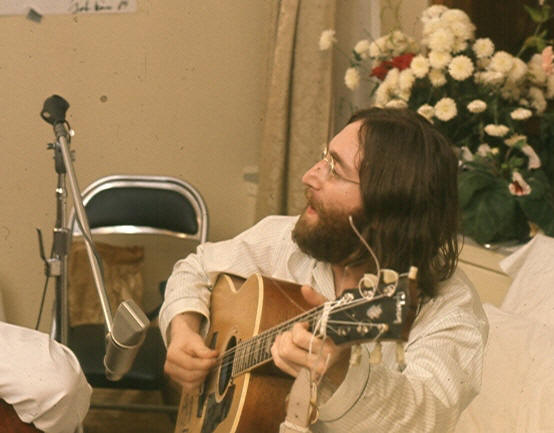
John Lennon hraje skladbu „Give Peace a Chance“ (1969)

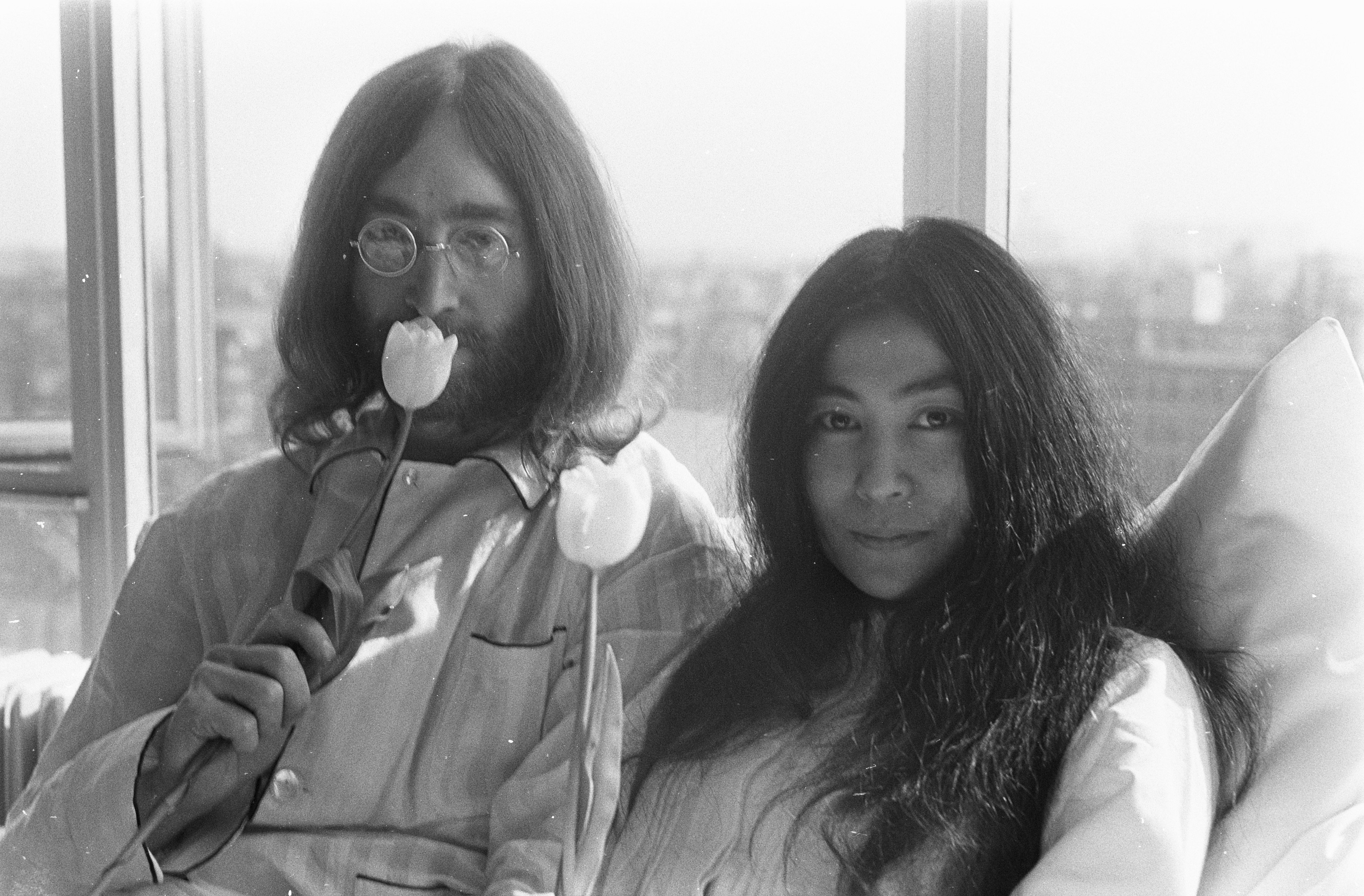
Happening Bed-In Johna Lennona a Yoko Ono v Amsterdamu (1969)

Lennonův politický aktivismus sahá až do srpna 1966, když na tiskové konferenci k omluvě za výrok o Ježíšovi a Beatles zmínil, že je proti válce ve Vietnamu. Toto vyjádření v závislosti s kontextem vyšumělo. Avšak již o deset dní později Beatles jako celek oficiálně odsoudili války. Další aktivismus spadá do období, kdy se stýkal s Yoko Ono.
Dne 15. června 1968 společně Lennon a Ono symbolicky zasadili žaludy za mír u katedrály v Coventry. Roku 1968 také s Yoko Ono natočil LP Unfinished Music No. 1: Two Virgins, na jehož obalu byli oba nazí, proto se gramofonová deska musela prodávat v hnědém papírovém sáčku. V USA bylo z verdiktu soudu v Newarku zabaveno 30 000 kopií alba kvůli „pornografii“.
Poté, co se 26. března vzali odjeli pořádat happening v Amsterdamu, kde podnikli svůj první Bed-in. Týden leželi v posteli v hotelu před zraky novinářů a hovořili o míru. Nad nimi visely nápisy „Bed Peace“ a „Hair Peace“. Svůj Bed-in poté chtěli zopakovat v USA, ale Lennon nezískal vízum, kvůli odsouzení za držení drog. Proto v květnu odpluli na Bahamy a posléze do Kanady. V Montrealu v hotelu Hilton svůj manifest zopakovali. Novomanželé Lennonovi strávili 8 dní v posteli, vzývali mír, pořádali mírové dýchánky a posledního večera společně s přáteli (mj. Timothy Leary) nahráli dnes již kultovní skladbu „Give Peace a Chance“. Lennon a Yoko tam také založili skupinu Plastic Ono Band a začali se více politicky angažovat a protestovat proti válkám.
Mezi oběma bed-in happeningy proběhl v hale vídeňského hotelu Sacher happening „bagismus“. Oba partneři byli před zraky novinářů skryti pod bílým prostěradlem a odmítali vylézt. Říkali tomu totální komunikace bez předsudků. Kolem nich byly nápisy „Bed“, „Peace“ a „Hair Peace“. Poté rozesílali světovým politikům žaludy, aby je zasadili za mír. Dne 22. dubna 1969 si Lennon změnil své druhé jméno z Winston na Ono, jelikož nechtěl být pojmenován po válečném premiérovi.
V únoru 1969 podpořili stranu Černých panterů, když jim veřejně předali odstřižky svých vlasů, aby je vydražili a použili na svou věc. Panteři jim zase darovali boxerské rukavice Muhammada Aliho. V listopadu 1969 Lennon demonstrativně vrátil řád britského impéria (MBE), a to z důvodu nesouhlasu s britskou podporou zásahu nigerijských vojsk v Biafře, v nigerijsko-biaferské válce, a Američanů ve válce ve Vietnamu, a také z důvodu nesouhlasu s cenzurou jeho skladby „Cold Turkey“. V prosinci 1969 ještě natočili film o kontroverzním případu Jamese Hanrattyho, který byl roku 1962 odsouzen k smrti za vraždu. Ale mnozí, včetně Lennona, si mysleli, že byl nevinný.

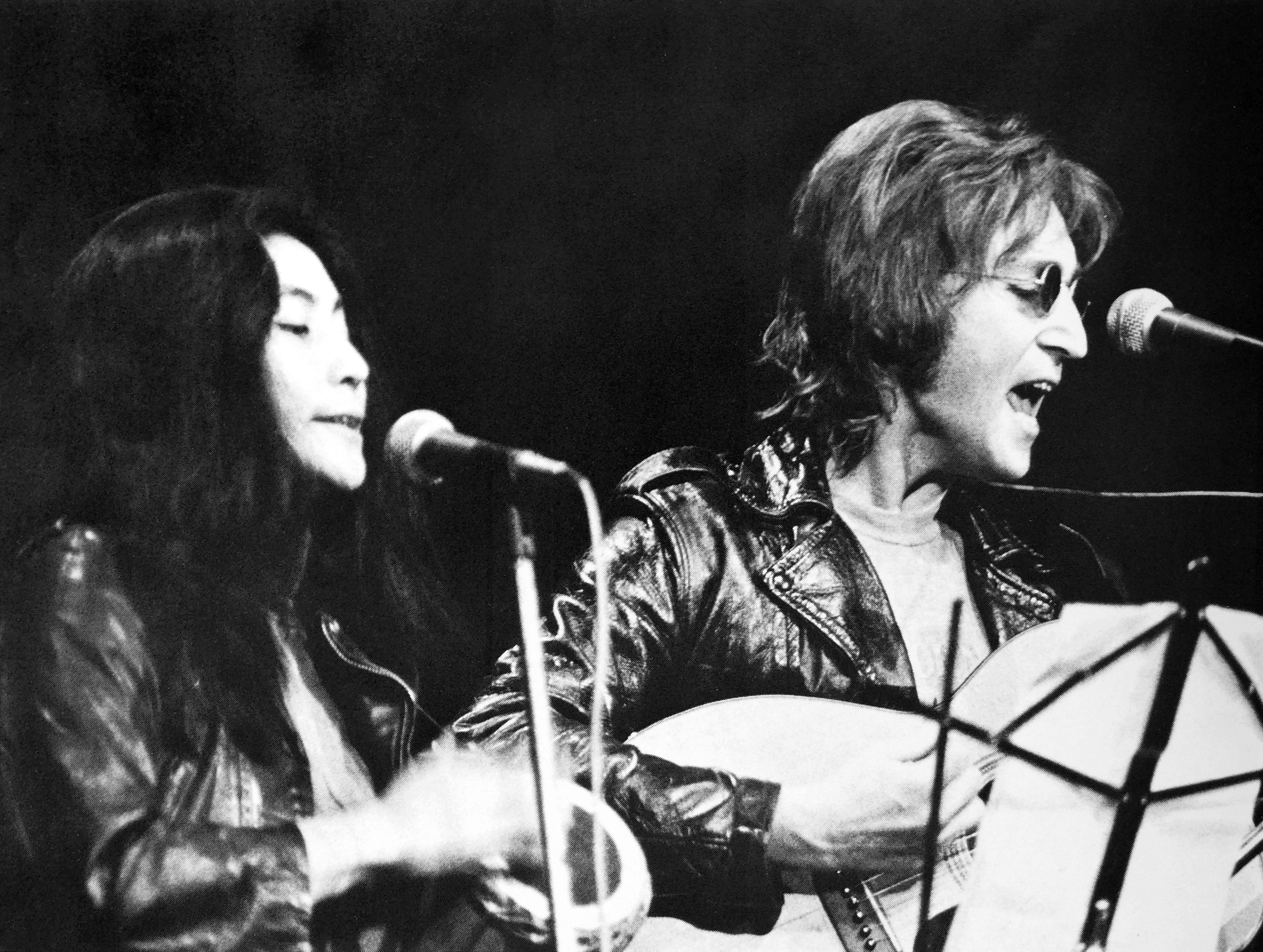
John Lennon a Yoko Ono vystupují na festivalu Ann Arbor na podporu Johna Sinclaira (1971)

V březnu 1971 nahrál revolucionářskou píseň „Power to the People“ a rozhodl se aktivně podporovat demonstrace. Sám začal na nějaký čas inklinovat k maoismu. Tím byla ovlivněna skladba „Imagine“. Často protestoval proti intervenci Britů v Severním Irsku a v Ulsteru. V prosinci 1971 vystoupil na festivalu Ann Arbor na podporu vůdce Bílých panterů Johna Sinclaira, který byl roku 1969 odsouzen na deset let vězení za držení marihuany. Sinclair byl omilostněn dva dny po skončení festivalu. O několik dní později vystoupil Lennon v divadle Apollo v Harlemu na podporu obětí vězeňské vzpoury ve věznici Attica.
Roku 1972 demonstroval s odbory proti exportu Spojeného království a také znovu proti Vietnamu a prezidentu Richardu Nixonovi. S vůdcem Yippies (Youth International Party, YIP) Jerry Rubinem plánovali putovní festival opozice vůči Nixonovu znovuzvolení, který by stopoval Nixonovu předvolební kampaň. Z plánu nakonec sešlo. V červenci 1972 poté Lennon vydal své politické album Some Time in New York City. Téhož roku byl jeho telefon odposloucháván FBI. A Lennonovi bylo odmítnuto prodloužení povolení k pobytu v USA. Lennon se soudně odvolával po další tři roky, než vyhrál soud a byla mu vydána zelená karta. K tomu došlo v červenci 1975, tedy několik měsíců po abdikaci Nixona na úřad prezidenta.
Po narození syna Seana se stáhl z veřejného života. K politice se vrátil jen v lednu 1977, kdy se účastnil oslavy inaugurace prezidenta Jimmyho Cartera.

## Osobní život

### Partnerské vztahy a manželství

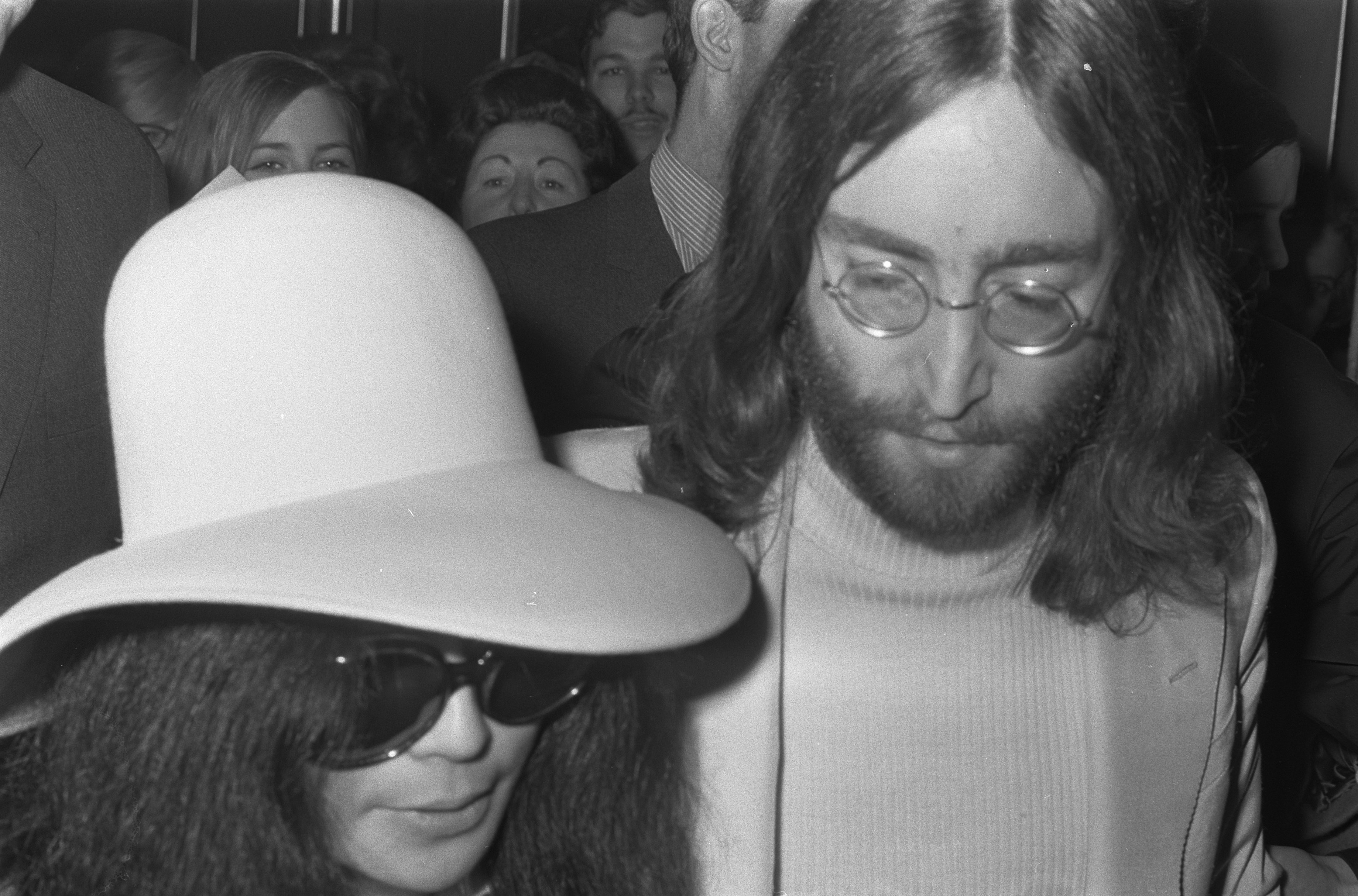
John Lennon a Yoko Ono roku 1969

Dne 23. srpna 1962 se oženil se svou spolužačkou z umělecké školy Cynthií Powell, 8. dubna 1963 se jim narodil syn John Charles Julian Lennon. Lennon ji mnohokrát podvedl s fanynkami Beatles. Kompletní list svých milenek jí předal po návratu z Indie v roce 1968. Tehdy začali spát odděleně a jejich manželství se blížilo konci.
Konečným důvodem jejich rozchodu byla japonská umělkyně Yoko Ono. S tou se Lennon poprvé setkal 9. listopadu 1966, když ho spolumajitel galerie Indica John Dunbar pozval na její vernisáž. Na výstavě předala Yoko Lennonovi kartičku s nápisem „Dýchej“, podobné mu poté zasílala po několik měsíců. Znovu se setkali až na výstavě v Londýně v polovině roku 1967. Lennon jí začal financovat výstavu „Half a Wind“ v galerii Lisson, která probíhala od října 1967. Následně se začali pravidelně setkávat. Yoko Ono spolu s Lennonem sdílela zálibu v LSD a od roku 1968 i ve šňupání heroinu. Lennon v květnu 1968 přemluvil svou ženu, aby odjela na dovolenou do Řecka a ve stejné době si domů pozval Yoko. Společně experimentovali s drogami i hudbou, tak vzniklo album Unfinished Music No.1: Two Virgins. Po návratu je Cynthie nalezla oba spolu spokojené v kuchyni jejich domu. Konec manželství byl na dohled. Yoko v reakci na to podala žádost o rozvod, jelikož byla sama vdaná za Anthonyho Coxe, se kterým měla i dceru Kyoko (Kjóko-čan Cox). Aby zachovali takt, John a Yoko se setkávali v bytě Ringa Starra. Dne 18. června 1968 se poprvé společně předvedli na veřejnosti na premiéře divadelní adaptace Lennonovy knihy Písání. Ve stejné době podal žádost o rozvod. Cynthia se však nechtěla vzdát a soudila se, z Lennona vysoudila sto tisíc liber a výživné na syna. Rozvod Lennona byl stvrzen v listopadu 1968. Rozvod Yoko Ono až v únoru 1969, kdy Lennon vyplatil Coxe. Ten následně i s dcerou Kyoko zmizel neznámo kam. Během jejich vztahu často na drogách závislá Yoko třikrát potratila, a to v listopadu 1968, v říjnu 1969 a v létě 1971.
Dne 26. března 1969 se Lennon oženil s Yoko Ono na Gibraltaru, svědkem skromného obřadu byl Peter Brown. Poté odletěli do Paříže, odkud po dvou dnech odletěli na líbánky do Amsterdamu. Tam uspořádali svůj první bed-in, když novinářům oznámili, že plánují strávit týden v posteli před zraky novinářů, čehož nakonec využili pro happening za mír. Svatební cesta byla hlavním námětem písně „The Ballad of John and Yoko“, která byla v některých rádiích bojkotována. Dle různých názorů byl Lennon fixován na Yoko, ke které měl mít mateřské vazby.
V létě 1969 pořádal Lennon výlet s Yoko Ono, její dcerou Kyoko a svým synem Julianem. Během výletu měli středně vážnou autonehodu. Za viníka byl označován Lennon, který řídil. Anthony Cox poté již páru nikdy nesvěřil Kyoko samotnou a raději pokaždé zmizel neznámo kam. Roku 1971 se proto Lennon rozhodl Kyoko unést, když se dozvěděli, že je na Mallorce. Kyoko odvezli z dětského hřiště do hotelu, kde je zadržela policie, spor byl vyřešen mimosoudně.
V roce 1973 se s Yoko přestěhovali do budovy Dakota v Central Parku. Tam jejich manželství zažilo krizi. Pár najal jako služebnou a asistentku mladou americko-čínskou dívku jménem May Pang. Yoko Ono navrhla, aby si Lennon odjel odpočinout do Los Angeles a vzal tam sebou i May Pang. Lennon poslechl a odjel v září 1973. V Los Angeles se věnoval pití a milenkám, včetně May Pang. Yoko Ono to vše tolerovala a sama měla v New Yorku několik vztahů. Lennon zažil v LA svůj proslulý „ztracený víkend“, tedy ve skutečnosti prohýřený rok rockového muzikanta. Situace se uklidnila v druhé polovině roku 1974. Lennon se vrátil k hudbě a postupně i do New Yorku, kde nahrál album Walls and Bridges. Písně z jeho propitého období jsou však až na albu Rock 'n' Roll z roku 1975. V lednu ho Yoko vzala zpět, následně otěhotněla. Dne 9. října 1975 (na Lennonovy 35. narozeniny) přivedla na svět jediné společné dítě, Seana Ono Taro Lennona. Po narození syna si Lennon dal pauzu a uzavřel se před okolním světem, věnoval se pouze dítěti. Yoko Ono se naopak starala o obchod a styk s veřejností, i díky jejím chytrým investicím pár roku 1978 disponoval majetkem v hodnotě 250 milionů dolarů.
V polovině roku 1976 odcestovali do Japonska, aby John poznal rodinu Yoko. Poté sám cestoval do Hongkongu, Singapuru a Kapského Města. Pro Yoko složil mnoho písní, například „I Want You (She's So Heavy)“, „Oh Yoko“ a další.
Se svou první ženou se viděl naposledy na Vánoce 1974.

### Drogová závislost
Již roku 1963 si Lennon vypěstoval závislost na povzbuzující látky fenmetrazin a amfetamin. K tomu brzy na to na cigarety a marihuanu. Od roku 1966 začal užívat LSD a byl často na tripech. V roce 1968, společně s Yoko Ono, přešli na šňupání heroinu, z kterého se brzy vyléčili, ale znovu spadli do závislosti v létě 1969. Po heroinu přešli na metadon. Současně užívali i hašiš. Během svého „ztraceného víkendu“ v LA mezi roky 1973 a 1974 Lennon vydatně pil. Po narození syna Seana již užíval jen hašiš a marihuanu.
Dne 18. října 1968 byl Lennon zatčen za držení hašiše a odsouzen k pokutě 150 liber. Toto zatčení později vedlo v USA k potížím se získáním povolení k pobytu.
O drogách napsal několik písní, jako například „Tomorrow Never Knows“, „Happiness is a Warm Gun“, „Doctor Robert“, „A Day in the Life“, „Cold Turkey“ a další. Mnoho z nich bylo některými rádii zakázáno. Skladba „Lucy in the Sky with Diamonds“ bývá také často označována za drogy propagující neboť je velice psychedelická a slova dávají dohromady zkratku LSD.

### Psaní
Od sedmi let vymýšlel básničky a kratičké příběhy, které doprovázel vlastními kresbami, byl náruživým čtenářem.
V březnu roku 1964 vydal Lennon svou první knihu In His Own Write, takřka přes noc se stala bestsellerem. O rok později vydal další knihu s názvem A Spaniard in the Works. Roku 1986 poté byla vydána kniha „Skywriting by Word of Mouth“.

## Odkaz

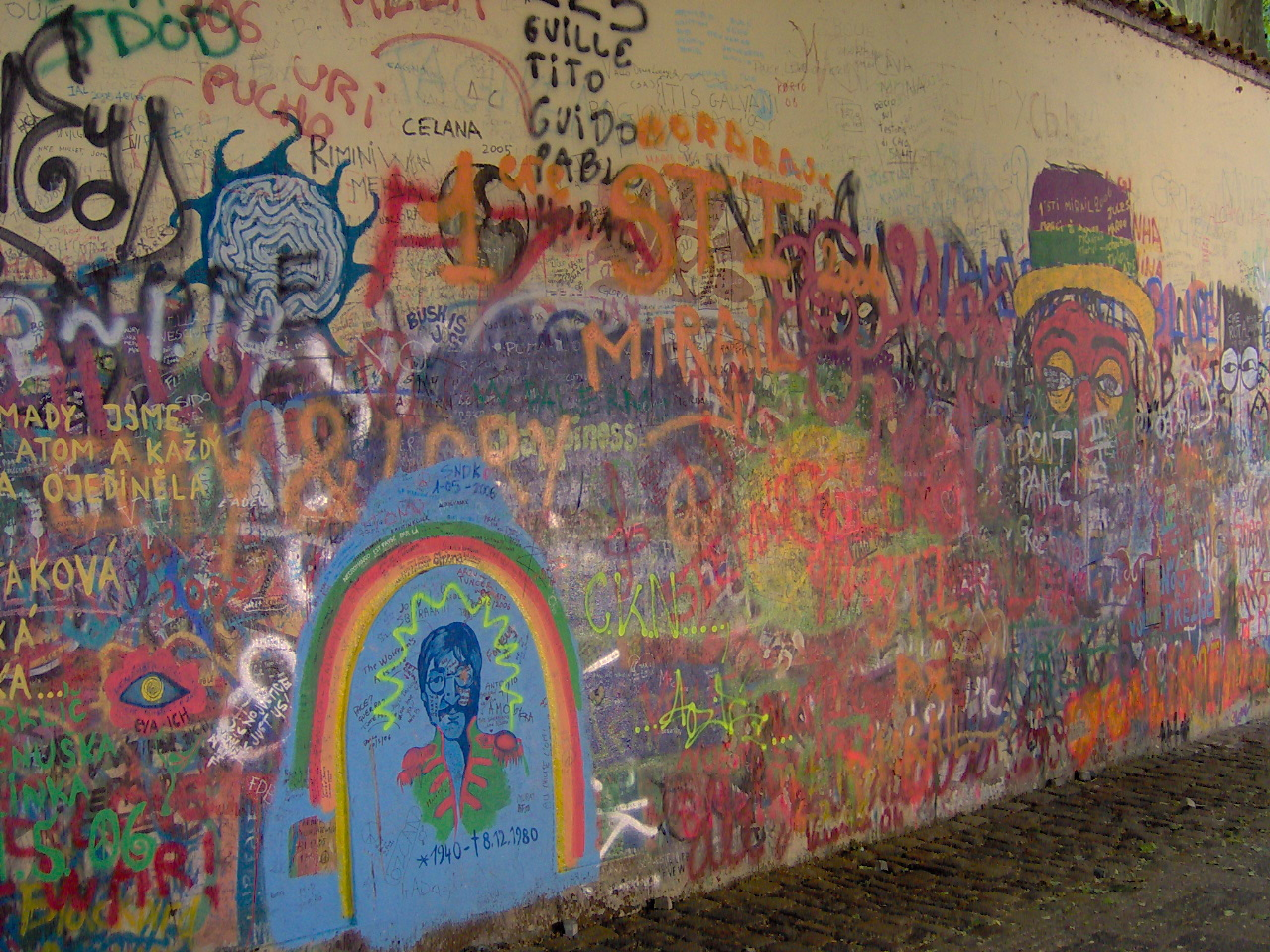
Lennonova zeď v Praze je shromaždištěm mladých pacifistů od 80. let 20. století

Lennonovy písně (např. Imagine, Strawberry Fields Forever) jsou často zařazovány mezi vůbec nejlepší písně hudební historie. V roce 2002 britská rozhlasová stanice BBC uspořádala hlasování o 100 největších Britů v historii. John Lennon se umístil na 8. místě.
Má svou hvězdu na Hollywoodském chodníku slávy.
V roce 2001 bylo liverpoolské letiště přejmenováno na Letiště Johna Lennona Liverpool (Liverpool John Lennon Airport), čímž se stalo prvním letištěm ve Spojeném království pojmenovaném po jednotlivci.

## Používané nástroje

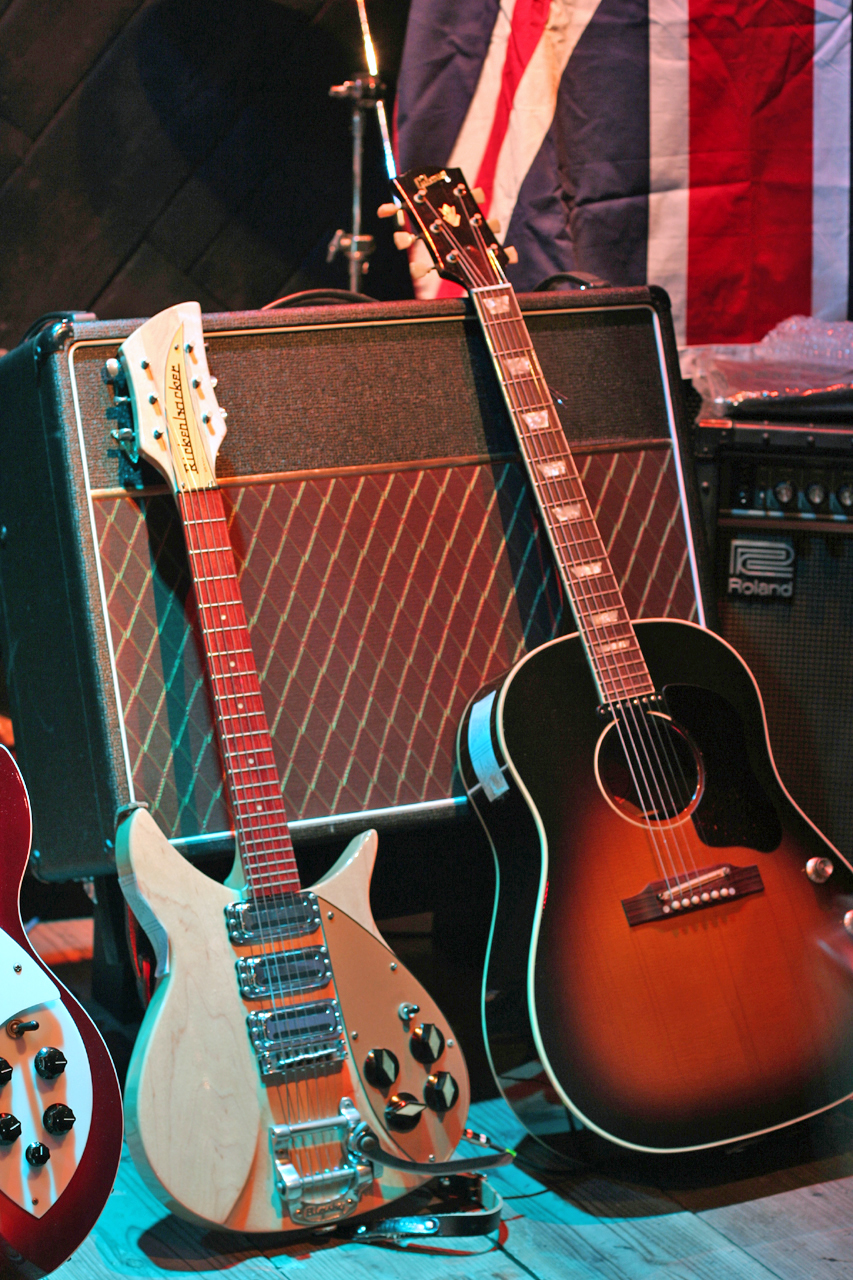
Kytary Johna Lennona

- 1960: Rickenbacker 325 C58 – Původně byl model přírodní, od roku 1962 černý. Model, který Lennon používal od Hamburku (1960) do Ed Sullivan Show (1964)
- 1962: Gibson EJ-160 – Původně byl model černo-hnědo-žlutý, od roku 1967 byla pomalován na modro-růžovou a v roce 1969 na přírodní. Elektro-akustická kytara, kterou John Lennon používal až do své smrti.
- 1964: Rickenbacker 325 C64 – Černý model, který dostal Lennon darem od firmy Rickenbacker. Používal ji od roku 1964 do roku 1966. K této kytaře později dostal 12strunný černý model Rickenbacker 325/12 C64 a 6strunný červený model Rickenbacker 325 C96 s F- otvorem jako rezervu.
- 1966: Epiphone E230 TD Casino – Původně byl model černo-hnědo-žlutý, od roku 1968 přírodní. Lennon tuto kytaru měl nejraději ze všech. Používal ji do své smrti.

## Diskografie

### Studiová alba
- 1970: John Lennon/Plastic Ono Band
- 1971: Imagine
- 1972: Sometime In New York City
- 1973: Mind Games
- 1974: Walls and Bridges
- 1975: Rock'n'Roll
- 1980: Double Fantasy
- 1984: Milk and Honey

### Experimentální alba
- 1968: Unfinished Music No.1: Two Virgins
- 1969: Unfinished Music No.2: Life with the Lions
- 1969: Wedding Album

### Živé nahrávky
- 1969: Live Peace in Toronto 1969
- 1986: Live in New York City

## Filmografie (mimo Beatles)
- How I Won the War (Jak jsem vyhrál válku)
- The U.S. vs John Lennon